# Neoscona xishanensis
Neoscona xishanensis là một loài nhện trong họ Araneidae.
Loài này thuộc chi Neoscona. Neoscona xishanensis được miêu tả năm 1990 bởi Chang-Min Yin et al..